# Steganthera royenii
Steganthera royenii är en tvåhjärtbladig växtart som beskrevs av W.R. Philipson. Steganthera royenii ingår i släktet Steganthera och familjen Monimiaceae. Inga underarter finns listade i Catalogue of Life.